# Physogyra exerta
Physogyra exerta är en korallart som beskrevs av Nemenzo och Carl J. Ferraris, Jr. 1982. Physogyra exerta ingår i släktet Physogyra och familjen Euphyllidae. Inga underarter finns listade i Catalogue of Life.